# Physophyllia wellsi
Espèce
Physophyllia wellsi est une espèce de coraux appartenant à la famille des Pectiniidae.